# Inđija
Inđija (în sârbă Инђија) este un oraș și o comună în districtul Srem, Serbia.